# Volker Schupp

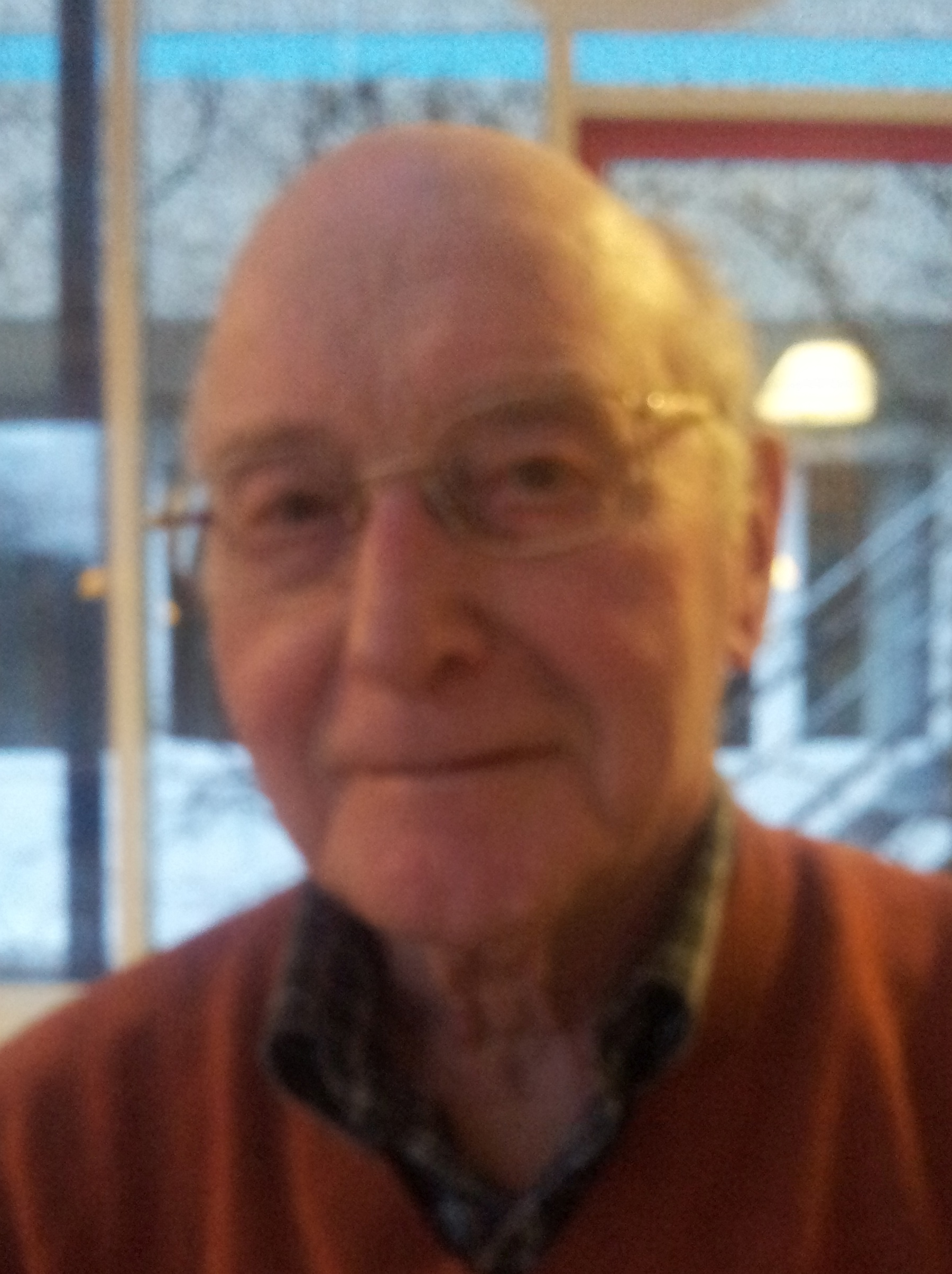
Volker Schupp (2015)

Volker Schupp (* 12. Februar 1934 in Karlsruhe) ist ein deutscher Germanist und Hochschullehrer. Er ist bekannt für seine breit angelegten Forschungen über die deutsche Literatur und Sprache von ihrer Entstehung bis in die Neuzeit. Zwischen 1983 und 1987 wirkte er als Rektor der Universität Freiburg. 2002 wurde er emeritiert.

## Leben und Wirken
Volker Schupp studierte von 1954 bis 1961 Deutsch, Latein, Französisch, Geschichte und Philosophie an den Universitäten Freiburg im Breisgau, München und an der Sorbonne (Paris). 1962 promovierte er in Freiburg bei Friedrich Maurer und legte das Staatsexamen in Deutsch, Französisch und Latein ab. Bis 1963 war er wissenschaftlicher Mitarbeiter am Institut für Geschichtliche Landeskunde, und bis 1969 wissenschaftlicher Assistent Friedrich Maurers am Deutschen Seminar. Er erhielt ein Habilitationsstipendium der DFG und habilitierte sich 1971 für Germanische Philologie.
Im Mai 1971 wurde er Ordentlicher Professor für Ältere Germanistik an der Ruhr-Universität Bochum. 1975/76 war er dort Dekan der Abteilung für Philologie. Vom 1. April 1978 an hatte er den Lehrstuhl für Germanische Philologie in Freiburg inne. 1982/83 war er Dekan der Philologischen Fakultät III und Sprecher des Gemeinsamen Ausschusses der Philologischen Fakultäten.
Von 1983 bis 1987 war er Rektor der Universität Freiburg, und 1986–1988 Vorsitzender der Landesrektorenkonferenz Baden-Württemberg. Er wurde im Jahr 2002 emeritiert, ist aber bis heute als Hochschullehrer und Forscher aktiv.
Im Jahr 2000 setzte er sich für den Ankauf der Donaueschinger Nibelungenhandschrift C durch die Badische Landesbibliothek ein. Er setzte sich ebenfalls, aber vergeblich, für den Erhalt der F. Fürstenbergischen Hofbibliothek in Donaueschingen und damit für Laßbergs Bibliothek, die älteste germanistische Gelehrtenbibliothek im Süden, ein.
Er ist Mitglied im Wissenschaftlichen Rat der Brüder Grimm-Gesellschaft.

## Privates
Volker Schupp ist seit 1963 mit Renate Schupp, geb. Richter, verheiratet. Aus ihrer Ehe gingen drei Kinder, zwei Söhne und eine Tochter, hervor.

## Ehrungen
Volker Schupp erhielt folgende Ehrungen:
- Chevalier de L’Ordre des Palmes académiques
- Universitätsmedaille Freiburg
- Dr. h. c. der Universität Alexandru Ioan Cuza Iași (Rumänien)
- Senator h. c. der Universität für Medizin und Pharmazie „Grigore T. Popa“ in Iași

## Veröffentlichungen
Unter anderem veröffentlichte Volker Schupp folgende Schriften:
- Volker Schupp: Der Ywain-Zyklus in Burg Rodenegg (Südtirol). Neue Erkenntnisse und alte Irrtümer. POETICA 52 (2021).
- Volker Schupp, Bearbeitung: Rudolf Bühler: Südwestdeutscher Sprachatlas: Registerband. Elwert, Marburg 2012.
- Theodor Nolte, Volker Schupp (Hrsg.): Mittelhochdeutsche Sangspruchdichtung des 13. Jahrhunderts (= Reclams Universal-Bibliothek. Nr. 18733). Reclam, Stuttgart 2011, ISBN 978-3-15-018733-3 (Herausgegeben, übersetzt und kommentiert).
- Emil Gött: O Academia! Drama in fünf Aufzügen. Anhang mit unveröffentlichten Briefen von Emil Strauß. Hrsg.: mit einem Nachwort von Volker Schupp. Edition Isele, Eggingen 2003, ISBN 3-86142-280-8.
- Volker Schupp, Rätsel, in: Kleine litrarische Formen in Einzeldarstellungen (Reclam UB 18187), Stuttgart 2002.
- Klaus Gantert: Die Bibliothek des Freiherrn Joseph von Laßberg. ein gescheiterter Erwerbungsversuch der Königlichen Bibliothek zu Berlin in der Mitte des 19. Jahrhunderts (= Euphorion, Beihefte zum Euphorion. Heft 42). Winter, Heidelberg 2001, ISBN 3-8253-1276-3 (mit einem Vorwort von Volker Schupp).
- Anna Keck (Hrsg.): Ze hove und an der strâzen. Die deutsche Literatur des Mittelalters und ihr „Sitz im Leben“. Festschrift für Volker Schupp zum 65. Geburtstag. Hirzel, Stuttgart / Leipzig 1999, ISBN 3-7776-0940-4.
- Hugo Steger, Volker Schupp, Eugen Gabriel: Einleitung zum Südwestdeutschen Sprachatlas. Teil II. Elwert, Marburg 1998, ISBN 3-7708-1101-1.
- Hugo Steger, Volker Schupp, Bernhard Kelle: Kommentare zum Südwestdeutschen Sprachatlas. 1. Lieferung. Elwert, Marburg 1997, ISBN 3-7708-1082-1.
- Volker Schupp, Hans Szklenar: Ywain auf Schloss Rodenegg. Eine Bildergeschichte nach dem „Iwein“ Hartmanns von Aue. Thorbecke, Sigmaringen 1996, ISBN 3-7995-4248-5.
- Volker Schupp (Hrsg.): Alemannisch in der Regio. Beiträge zur 10. Arbeitstagung Alemannischer Dialektologen in Freiburg/Breisgau 1990 (= Göppinger Arbeiten zur Germanistik. Nr. 593). Kümmerle, Göppingen 1993, ISBN 3-87452-835-9.
- Hugo Steger, Volker Schupp, Eugen Gabriel: Einleitung zum Südwestdeutschen Sprachatlas. Teil I. Elwert, Marburg 1993, ISBN 3-7708-1015-5.
- Volker Schupp, Meinhold Lurz, Barbara Noth: Emil Gött: Dokumente und Darstellungen zu Leben, Dichtung und früher Lebensreform. In: Literarische Topographie. Nr. 2. Kulturamt, Freiburg im Breisgau 1992, ISBN 3-925016-86-4.
- Hugo Steger: Südwestdeutscher Sprachatlas. Hrsg.: Volker Schupp. Elwert, Marburg 1989 (Aufnahmeleitung: Eugen Gabriel. EDV-Bearb.: Rudolf Bühler; Bernhard Kelle).
- Volker Schupp (Hrsg.): Gottfried von Hagenau: Das Carmen sex festorum Beatae Mariae Virginis und die übrigen lateinischen Gedichte. 2018 (freidok.uni-freiburg.de [PDF; 546 kB] aus dem MS. 4.319 der Straßburger Bibliothèque Nationale et Universitaire (BNU)).
- Volker Schupp: Poetische Gipfelstürmer. Die literarische Erstbesteigung der Schwarzwaldberge (= Badische Landesbibliothek Karlsruhe. Vorträge. Nr. 9). Badische Bibliotheksgesellschaft, Karlsruhe 1985, ISBN 3-89065-010-4 (Vortrag gehalten zur Eröffnung der Ausstellung „Johann Peter Hebel – eine Wiederbegegnung zum 225. Geburtstag“ am 27. September 1985 in der Badischen Landesbibliothek Karlsruhe / Volker Schupp).
- Volker Schupp, Reinhard Pietsch (Hrsg.): Emil Gött: Zettelsprüche. Aphorismen (= Schriften der Universitätsbibliothek Freiburg im Breisgau. Nr. 7). Univ.-Bibliothek, Freiburg i. Br. 1984.
- Balderich: Fridolin – der heilige Mann zwischen Alpen und Rhein. Ein deutsches Fridolinsleben, gedr. in Basel um 1480. Übs. von Volker Schupp. Hrsg.: Wolfgang Irtenkauf. Thorbecke, Sigmaringen 1983, ISBN 3-7995-4044-X.
- „Wollzeilergesellschaft“ und „Kette“. Impulse der frühen Volkskunde und Germanistik (= Schriften der Brüder-Grimm-Gesellschaft. Nr. 6). Elwert, Marburg 1983, ISBN 3-7708-0772-3.
- Volker Schupp, Reinhard Pietsch. (Hrsg.): Emil Gött: „Selbstgespräch“. Aphorismen (= Badische Reihe. Nr. 9). Waldkircher Verlagsgesellschaft, Waldkirch 1982, ISBN 3-87885-077-8 (in Zusammenarbeit mit der Emil-Gött-Gesellschaft. Mit einem Nachwort von Hans Killian).
- Tagebuch der Reise nach Baden und dem Schwarzwalde: 1836. In: Albert Kreuzhage, Volker Schupp (Hrsg.): Kulturgeschichtliche Miniaturen. Thorbecke, Sigmaringen 1982, ISBN 3-7995-4032-6.
- Volker Schupp: Studien zu Williram von Ebersberg (= Bibliotheca Germanica. Nr. 21). Francke, Bern / München 1978, ISBN 3-7720-1394-5.
- Volker Schupp (Hrsg.): Deutsches Rätselbuch (= Universal-Bibliothek. Nr. 9405/9409). 1. Auflage. Reclam, Stuttgart 1972, ISBN 3-15-009405-4.
- Volker Schupp: Deutsche politische Lyrik des 13. Jahrhunderts von Walther von der Vogelweide bis Frauenlob. 1971 (Habilitationsschrift, Philosophische Fakultät der Universität Freiburg).
- Volker Schupp: Septenar und Bauform. Studien zur Auslegung des Vaterunsers, zu De VII Sigillis u. zum Palästinalied Walthers von der Vogelweide (= Philologische Studien und Quellen. Heft 22). E. Schmidt, Berlin 1964 (Dissertation, Philosophische Fakultät der Universität Freiburg, 21. Mai 1962).
- Volker Schupp: Der babest ist ze junc. Wie der Papst mit Walther von der Vogelweide die deutsche Dichtung betritt. In: Peter Klimczak und Christer Petersen (Hrsg.): Popestar. Der Papst und die Medien. Kulturverlag Kadmos, Berlin 2017, ISBN 978-3-86599-254-3, S. 239–250.
- Volker Schupp: Reinmar von Zweter, Dichter Kaiser Friedrichs II. In: Rüdiger Schnell (Hrsg.): Die Reichsidee in der deutschen Dichtung des Mittelalters. Wissenschaftliche Buchgesellschaft, Darmstadt 1983, ISBN 978-3-86599-254-3, S. 247–267 (uni-freiburg.de [PDF] auch als Sonderdruck der Albert-Ludwigs-Universität Freiburg).

## Weblink
- Literatur von und über Volker Schupp im Katalog der Deutschen Nationalbibliothek